# Les Années FM
Les Années FM est une série télévisée française en 40 épisodes de 26 minutes diffusée à partir du 8 janvier 1992 sur M6 puis rediffusée sur Série Club et sur Wéo.

## Synopsis
Les années FM, c'est la vie de radio, MFM, Dans un univers de charme, d'humour et de tendresse, évoluent les principaux héros qui font la vie de la station : la directrice (Elisabeth Dupré) sophistiquée, l'animateur vedette (Franck Grégory) décontracté, la "conseillère sentimentale" (Maia) loufoque, le jeune régisseur (Mickey) et sa petite amie (Fanny), qui est aussi l'assistante de toute l'équipe. Le tout dans une ambiance musicale qui fait alterner les succès du top 50 avec les vieux tubes les plus classiques.

## Distribution
- Caroline Berg : Élisabeth Dupré
- Patrice Valota : Franck Grégory (de son vrai nom Jacques Moulier)
- Guy Lecluyse : Théo Contact (de son vrai nom Eric Choukroun)
- Frédéric Valade : Mickey (de son vrai nom Michel Ferrer)
- Annie Grégorio : Maia (de son vrai nom Véronique Maiakovska)
- Delphine Zentout : Fanny (de son vrai nom Fabienne Buisson)
- Thierry Liagre : LDC (de son vrai nom Louis Désire Chartier)
- Michel Bonnet : Lambert (de son vrai nom Gérard Lambert)
- Emmanuelle Bataille : Marielle Lemercier (compagne ou femme de Théo Contact)

## Épisodes
- Un bébé pour Noël
- Le beau parleur
- Épisode 4 : Embrouilles sur brouille
- Changement à vue
- Épisode 9 : Et plus si affinités
- Déprime à l'italienne
- l'incorruptible
- Radio corbeau
- Vol de nuit
- Épisode 13 : Un père et passe
- Micro mémoire
- Orageux dans la journée
- Le micro d'or
- Être ou ne pas être
- Droit d'asile
- Paris Texas
- Laisse béton
- Dette de cheval
- Orageux dans la journée
- La prise d'otage
- Week-end gagnant
- Klepto
- Bye, Bye Bail
- L'escroc qui m'aimait
- L'appel de la mer
- Mère FM
- Dans le sens du poil
- Le baba colle
- Bataille Duraille
- La groupie sonne toujours deux fois
- Le déserteur
- Allo Eléonore
- Le père Noël est à l'antenne
- Parasite
- Haine FM
- Poisson d'octobre
- Le démon de midi
- La guerre des nerfs
- Recherche Madonna désespérément
- Silence radio
- Docteur Gérard et mister Lambert